# Course de fond

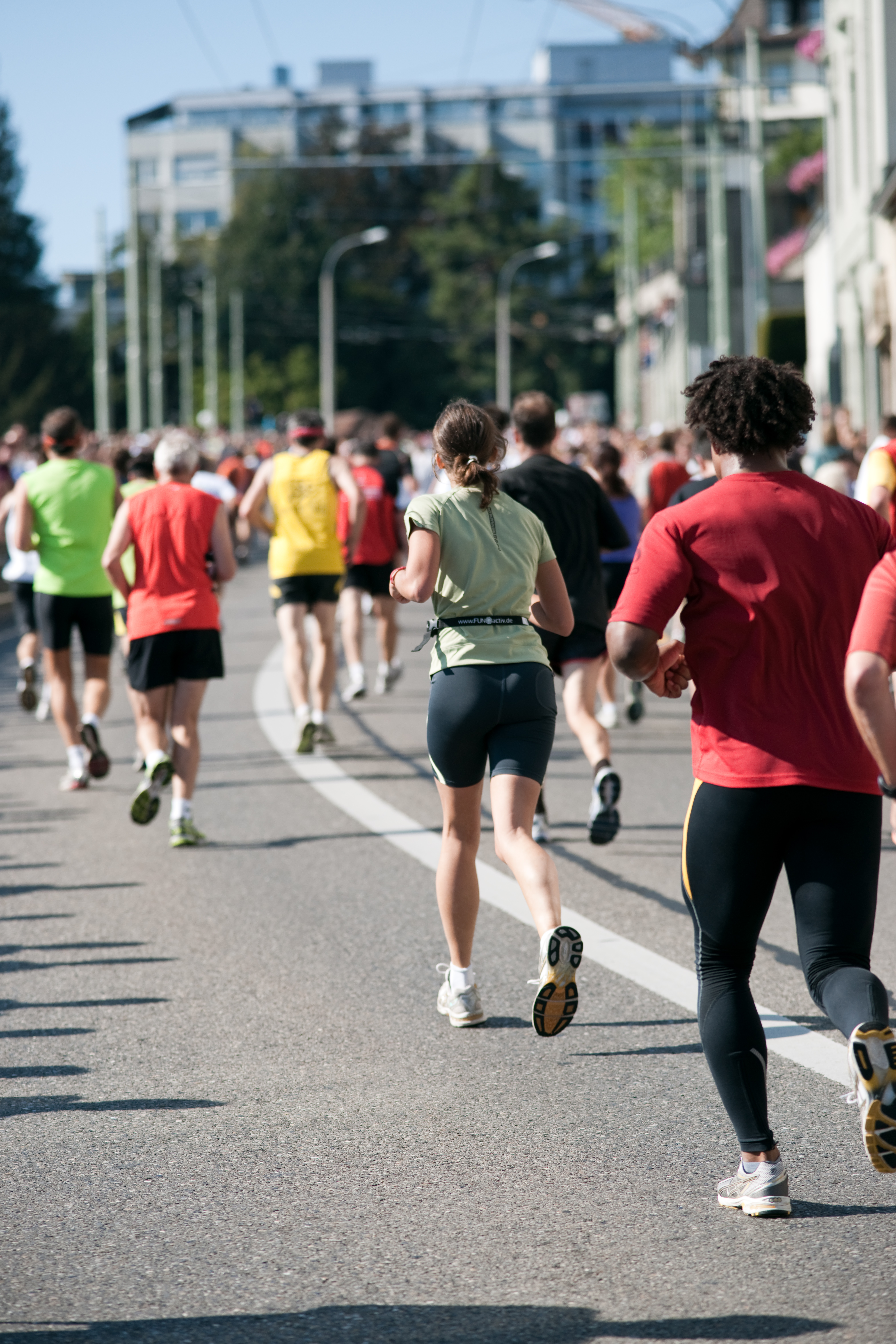
Pratique sportive de course de fond, par des coureurs amateurs. Course Morat-Fribourg (Suisse) 2009.

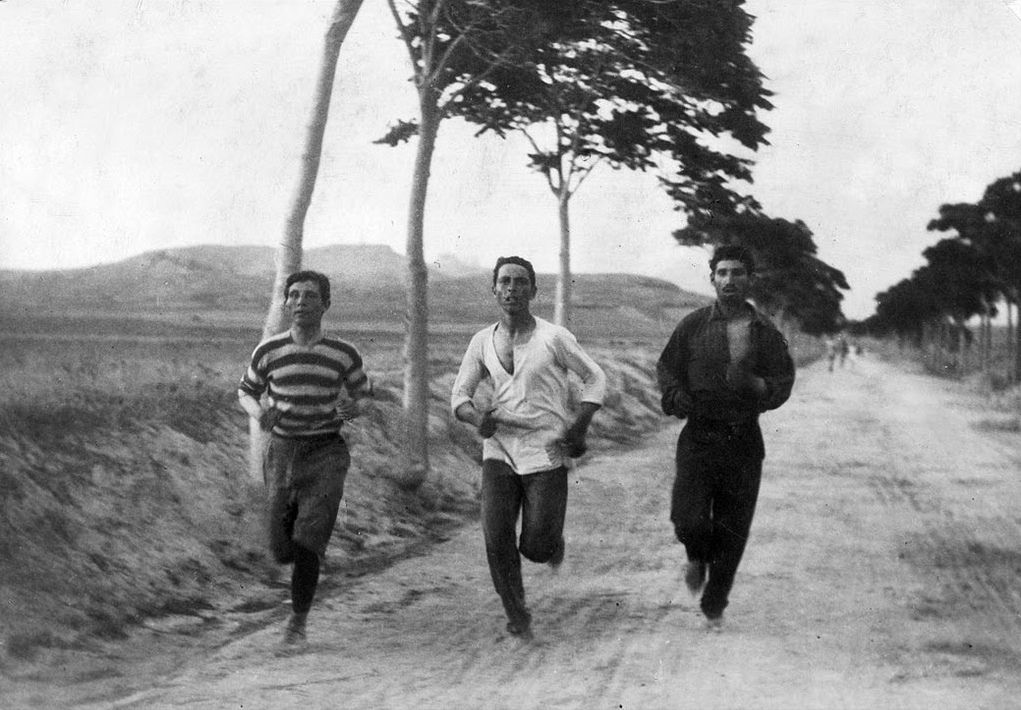
Coureurs s'entraînant pour l'épreuve de marathon des Jeux olympiques de 1896. L'athlète grec Kharílaos Vasilákos figure au centre.

La course de fond ou course longue distance ou encore course d'endurance désigne la course à pied sur une distance d'au moins 5 kilomètres. Physiologiquement, c'est un effort impliquant principalement un processus métabolique d'aérobie (production d'énergie par consommation d'oxygène) et qui requiert des capacités physiques d'endurance.
Parmi les mammifères, les humains sont bien adaptés à la course sur longue distance, à l'opposé des autres primates. Une hypothèse scientifique suggère que la course d'endurance serait apparue dans le genre Homo parce que le déplacement sur de grandes distances améliorait les chances de trouver des charognes et permettait la chasse à l'épuisement. Cette capacité de course d'endurance se retrouve aussi chez les ongulés migrateurs et un petit nombre de carnivores terrestres, tels que chien, loup et hyène.
Dans la société moderne, la course longue distance a de multiples usages : elle peut être pratiquée comme exercice physique, loisir, manière de voyager. Elle peut être utilisée comme un moyen d'améliorer sa santé cardiovasculaire, son apparence physique. La course d'endurance est souvent une composante de l'entraînement militaire. La course peut aussi être une tradition cérémonielle, à l'exemple de la culture des Tarahumaras ou des Amérindiens (Hopis, Navajos).
Dans les sports de l'athlétisme, les épreuves de fond se déroulent sur piste (en extérieur ou en salle), sur route, ou sur terrain naturel (cross-country, trail). Généralement, les distances sur piste vont du 5 000 mètres au 10 000 mètres, les épreuves de cross-country vont souvent de 5 à 12 km, et les courses sur route et les trails peuvent être beaucoup plus longs (jusqu'au 100 kilomètres et au-delà). 
Les courses sur une distance supérieure au marathon (42 km) sont aussi désignées comme la très longue distance, le grand fond ou encore l'ultrafond.

## Physiologie

### Suprématie africaine
Depuis les Jeux olympiques d'été de 1960 qui ont vu l'Éthiopien Abebe Bikila remporter l'épreuve de marathon, les athlètes kényans et éthiopiens accaparent les premières places du top 50 mondial dans ce domaine et les records mondiaux depuis 2004. Cette hégémonie se reflète dans les autres courses de fond.
Plusieurs facteurs ont été proposés pour expliquer cette suprématie :
- prédisposition génétique (cette hypothèse est invalidée car ces athlètes présentent une grande diversité de génotypes [réf. nécessaire]) ;
- données physiologiques (développement d'une forte capacité d'absorption d'oxygène à la suite de marches et de courses à un âge précoce notamment pour aller à l’école, taux d'hémoglobine et d'hématocrite relativement élevés, développement d'un bon ratio « économie / efficacité métabolique » grâce à un somatotype adapté notamment au niveau des membres inférieurs, fibre musculaire squelettique fine et longiligne adaptée à la course d'endurance et activité enzymatique oxydative (en) supérieure), hypothèses là aussi invalidées car les relevés statistiques de ces données chez le coureur africain et le coureur occidental ne révèlent pas de différence ;
- données environnementales (régime alimentaire traditionnel, vie et entraînement en altitude) : là encore ces hypothèses sont non suffisantes, les athlètes occidentaux qui adoptent des plans d’entraînement similaires ou qui utilisent les centres d’entraînement kényans et éthiopiens, ne parviennent pas à leur niveau ;
- données socio-économiques (situation géographique, motivation pour « réussir », influence des parents, de pairs ou de modèles)[4].

Il semble en fait difficile d'isoler un seul de ces facteurs pour expliquer cette suprématie africaine car « les composantes sociales, voire familiales, culturelles, environnementales et génétiques forment un ensemble indissociable ».

## Pratique sportive
De nombreuses activités sportives comportent des déplacements en courant sur de longues périodes de jeu, surtout dans les sports de balle comme le football et le rugby. Toutefois, les compétitions de course à pied ont l'exclusivité de la course continue en endurance. La plupart d'entre elles sont des disciplines sportives individuelles, bien que des formes de course par équipe existent.
Les épreuves de course de fond les plus notables sont regroupées dans l'athlétisme, où des compétitions sont organisées avec des règles strictes et la victoire attribuée au coureur le plus rapide à franchir la ligne d'arrivée. Les principaux types de course d'athlétisme sont la course sur piste (en), la course sur route et le cross-country. Les courses sur piste et route sont généralement chronométrées, alors que dans les épreuves de cross-country c'est plutôt le classement à l'arrivée qui est pertinent. Dans les variantes populaires du trail ou de la course en montagne, la difficulté de la longue distance est complétée par la pente et les variations importantes de dénivelé.
Les compétitions multisports comprennent parfois de la course de fond. Le triathlon, tel que défini par la Fédération internationale, comprend généralement une partie de course à pied variant entre 5 km et la distance d'un marathon (42 km). La discipline du duathlon est une combinaison de cyclisme et de course de fond. Les épreuves de swimrun ou d'aquathlon combinent natation et course de fond. Les épreuves anciennes de pentathlon comportaient généralement de la course à pied sur distance de fond. Des épreuves sportives peuvent aussi combiner la course de fond et l'orientation, comme la course d'orientation ou le raid aventure.

### Selon le terrain
L'épreuve de distance est une épreuve avec une distance minimale imposée à franchir mais dans un temps libre.

#### Sur piste
- 5 000 mètres
- 10 000 mètres
- 20 000 mètres
- 25 000 mètres
- 30 000 mètres

#### Sur route
- 5 kilomètres
- 10 kilomètres
- 15 kilomètres
- 20 kilomètres
- Semi-marathon (21,097 kilomètres)
- 25 kilomètres
- 30 kilomètres
- Marathon (42,195 kilomètres)
- Relais Ekiden

#### En pleine nature
- Cross-country
- Trail (ou course nature)
- Course en montagne

### Selon la durée
- le record de l'heure
- le record des 6 h
- le record des 12 h
- le record des 24h, des 48 h, des trois jours, des six jours